# Хроніка Польська (Матвій із Міхова)
«Хроніка Польська» (лат. Chronica Polonorum, пол. Kronika Polska) — перше латиномовне друковане видання історії Польщі, що описує події від заснування польської держави до 1506 року. Автор — краківський канонік РКЦ Мацей із Мехува. Видана 1519 року в Кракові. Друге видання — 1521 року в Кракові у друкарні Героніма Вітора. Має 379 пронумерованих сторінок.